# Marginaster capreensis
Marginaster capreensis is een zeester uit de familie Poraniidae.
De wetenschappelijke naam van de soort werd in 1876 gepubliceerd door Gasco.